# Despotovac
Despotovac (en serbio: Деспотовац, rumano: Despotova) es una ciudad y municipio localizado en Serbia a unos 130 kilómetros al sureste de Belgrado. Su nombre proviene de Déspota, un título del príncipe medieval serbio Esteban Lazarević. En 2011 la ciudad tiene una población total de 4.212, mientras que el municipio tiene una población de 22.995.
El monasterio ortodoxo serbio de Manasija fue construido entre 1406 - 1418 y es uno de los monumentos más significativos de la cultura serbia, perteneciente a la «escuela de Morava» (arquitectura de Serbia).
En 1406 en la batalla de Despotovac los serbios liderados por Esteban Lazarević derrotaron a los otomanos de Musa Çelebi.

## Localidades
- Balajnac
- Bare (Despotovac)
- Beljajka
- Bogava
- Brestovo (Despotovac)
- Bukovac
- Dvorište (Despotovac)
- Grabovica (Despotovac)
- Jasenovo (Despotovac)
- Jelovac
- Jezero (Despotovac)
- Lipovica
- Lomnica
- Makvište
- Medveđa (Despotovac)
- Miliva
- Panjevac (Despotovac)
- Plažane
- Popovnjak
- Ravna Reka
- Resavica (Despotovac)
- Resavica (pueblo)
- Senjski Rudnik
- Sladaja
- Stenjevac
- Strmosten
- Trućevac
- Veliki Popović
- Vitance
- Vojnik (Despotovac)
- Židilje
- Zlatovo